# Erdmut Oelschlaeger
Erdmut Oelschlaeger (* 11. Juli 1937 in Bernburg) ist eine deutsche Gebrauchsgrafikerin und war Kinderbuchillustratorin.

## Leben und Werk
Erdmut Oelschlaeger absolvierte eine Lehre als Gebrauchswerberin und studierte an der Fachhochschule für Angewandte Kunst in Potsdam und anschließende Malerei an der Kunsthochschule Berlin-Weißensee. Danach arbeitete sie in Berlin freischaffend vor allem als Gebrauchsgrafikerin. Sie entwarf u. a. Plakate für Kinderfilme, war aber insbesondere eine der bedeutendsten Kinderbuch-Illustratorinnen der DDR. Ab 1986 schrieb und illustrierte sie auch eigene Kinder-Bücher. 1982 wurde das von ihr illustrierte Buch von Birgit Scheps Der Baum der Wunder (Verlag Junge Welt) im Wettbewerb Schönste Bücher der DDR ausgezeichnet.
Aufgrund eines unheilbaren Augenleidens beendete Erdmut Oelschlaeger 2013 ihre Tätigkeiten.
Erdmut Oelschlaeger war bis 1990 Mitglied des Verband Bildender Künstler der DDR.
Ein umfangreiches Depositum ihrer künstlerischer Arbeiten befindet sich in der Kinder- und Jugendbuchabteilung der Staatsbibliothek Berlin.

## Fotografische Darstellung Erdmut Oelschlaegers
- Barbara Morgenstern: Erdmut Oelschlaeger[1]

## Kinderbuch-Illustrationen (Auswahl)
- Karl Sewart: Der Geburtstagsspaziergang. Der Kinderbuchverlag, Berlin, 1977
- Heinz Kahlau: Das Eiszapfenherz. Der Kinderbuchverlag, Berlin, 1978
- Robert Rosin: Das gerettete Kiefernbäumchen. Der Kinderbuchverlag, Berlin, 1979
- Anne Geelhaar: Forelle Goldbauch. Verlag Junge Welt Berlin, 1979
- Helma Heymann: Das Faschingsschneiderlein. Der Kinderbuchverlag, Berlin, 1983
- Alexander Sergejewitsch Puschkin: Das Märchen vom Zaren Saltan. Der Kinderbuchverlag Berlin, 1983
- Es war einmal ein Bu. Eine Bildgeschichte. Der Kinderbuchverlag Berlin, 1984
- Die Wippe. Der Kinderbuchverlag Berlin, 1984.
- Reinhard Bernhof: PELOP und der Delphin. Der Kinderbuchverlag Berlin, 1985
- Inge Feustel: Leopold und Winni am Meer Zehn nachdenkliche Geschichten vom neugierigen Hund Leopold. Verlag Junge Welt Berlin, 1986
- Gunter Preuß: Tine Jule Wirbelwind. Der Kinderbuchverlag Berlin, 1986
- Bernd Wolff: Von Klöstern und Burgen. Ein Kulturbild aus der Zeit der Romanik. Der Kinderbuchverlag, Berlin, 1986
- Vera Tschaplina: Die Igel in der Hundehütte. Erzählungen über allerlei Tiere. Der Kinderbuchverlag, 1987
- Gunter Preuss: Winternachtsmärchen. Der Kinderbuchverlag Berlin, 1987
- Vera Adlová: Verwandlungen der Liebe. Sagen der Antike, nach Ovids "Metamorphosen" erzählt. Der Kinderbuchverlag Berlin, 1988
- Hopsassa. Pappbilderbuch mit Versen. Der Kinderbuchverlag, 1988
- Erich Weinert: Fräulein Eichhorn wohnt im Wald. Der Kinderbuchverlag, Berlin, 1989
- Helga Talke: Franziskus der Klabautermann. Ein Meeresmärchen. Verlag Junge Welt Verlag, Berlin, 1989
- Hannes Hüttner: Trieselwisch ruft an. Ein Bilderbuch über öffentliche Einrichtungen. Der Kinderbuchverlag, 1989
- Sarah Kirsch: Caroline im Wassertropfen. Verlag Junge Welt, 1990
- Birgit Scheps: Das Känguruh Alinde. Verlag Junge Welt, 1990
- Eva-Maria Kohl: Ein Haus zieht aus. Der Kinderbuchverlag Berlin, 1992
- Ingrid Uebe: Wie das Honigkuchenpferd lachen lernte. Der Kinderbuchverlag Berlin, 1993
- Komm mit mir in mein Deckenhaus. Geschichten ab 3. Patmos-Verlag, Düsseldorf, 1993
- Eva Maria Kohl: Zauberstift, Ausgabe für die Sekundarstufe, Heft 5, Geschichten von Atlantis. Volk und Wissen, Berlin, 1994.

## Ausstellungen (mutmaßlich unvollständig)
- 1979, 1982 und 1986: Berlin, Bezirkskunstausstellungen
- 1988: Leipzig, Galerie der Georg-Maurer-Bibliothek („Erdmut Oelschlaeger. Bilder für Kinderbücher“)

## Weblink
- https://www.bing.com/images/search?q=erdmut+oelschlaeger&qpvt=erdmut+oelschlaeger&form=IQFRML&first=1&tsc=ImageHoverTitle